# 达呼店区
达呼店区，旧区名。1954年由齐齐哈尔市第二郊区改置，在今黑龙江省齐齐哈尔市西部。1956年撤销，与卧牛吐达斡尔自治区及榆树屯区、虎尔虎拉区合并，改设梅里斯达斡尔族区。